# Кравців Мартин Романович
Мартин Романович Кравців  (26 листопада 1990, Львів) — український шахіст, майстер спорту України, гросмейстер (2009). Срібний призер чемпіонату України 2015 року
 Закінчив Львівський державний університет фізичної культури.
Його рейтинг станом на квітень 2020 року — 2625 (157-ме місце у світі, 12-те в Україні).

## Кар'єра
У 2008 році став чемпіоном з блискавичних шахів I Всесвітніх інтелектуальних Ігор (особиста першість), а також срібним (швидкі шахи) та бронзовим (блискавичні шахи) призером у складі збірної України.
У 2009 році — срібний призер Czech Open 2009.
У серпні 2013 року кубку світу ФІДЕ поступився у першому колі грузинському шахісту Баадуру Джобаві на тай-брейку з рахунком 1-3.

### 2014—2015
У лютому 2014 року Кравців з результатом 5 очок з 9 можливих (+2-1=6) посів лише 50-е місце на престижному опен-турнірі Меморіал Д.Бронштейна, що проходив в Мінську.
У листопаді 2014 року Мартин Кравців став переможцем турніру «Меморіал Василишина 2014», що проходив у Львові. Його переможний результат — 7 очок з 9 можливих (+5-0=4).
У березні 2015 року з результатом 7 очок з 11 можливих (+4-1=6) посів 39 місце на чемпіонаті Європи, що проходив у Єрусалимі.
У травні 2015 року Мартин набравши 7½ з 9 очок (+6-0=3) посів 2 місце на турнірі «d'Ilkirch-Graffenstaden 2015», що проходив у французькому м.Ількірш-Граффенстаден, а також з результатом 6½ очок з 9 (+5-1=3) розділив 2 — 5 місця на турнірі «Petrovac 2015», що проходив в місті Петровац (Чорногорія).
У червні 2015 Кравців став переможцем турніру «8th Mumbai Mayors cup», що проходив у м.Мумбаї. Його результат на турнірі 8 очок з 10 можливих (+6-0=4), турнірний перфоманс — 2673 очки.

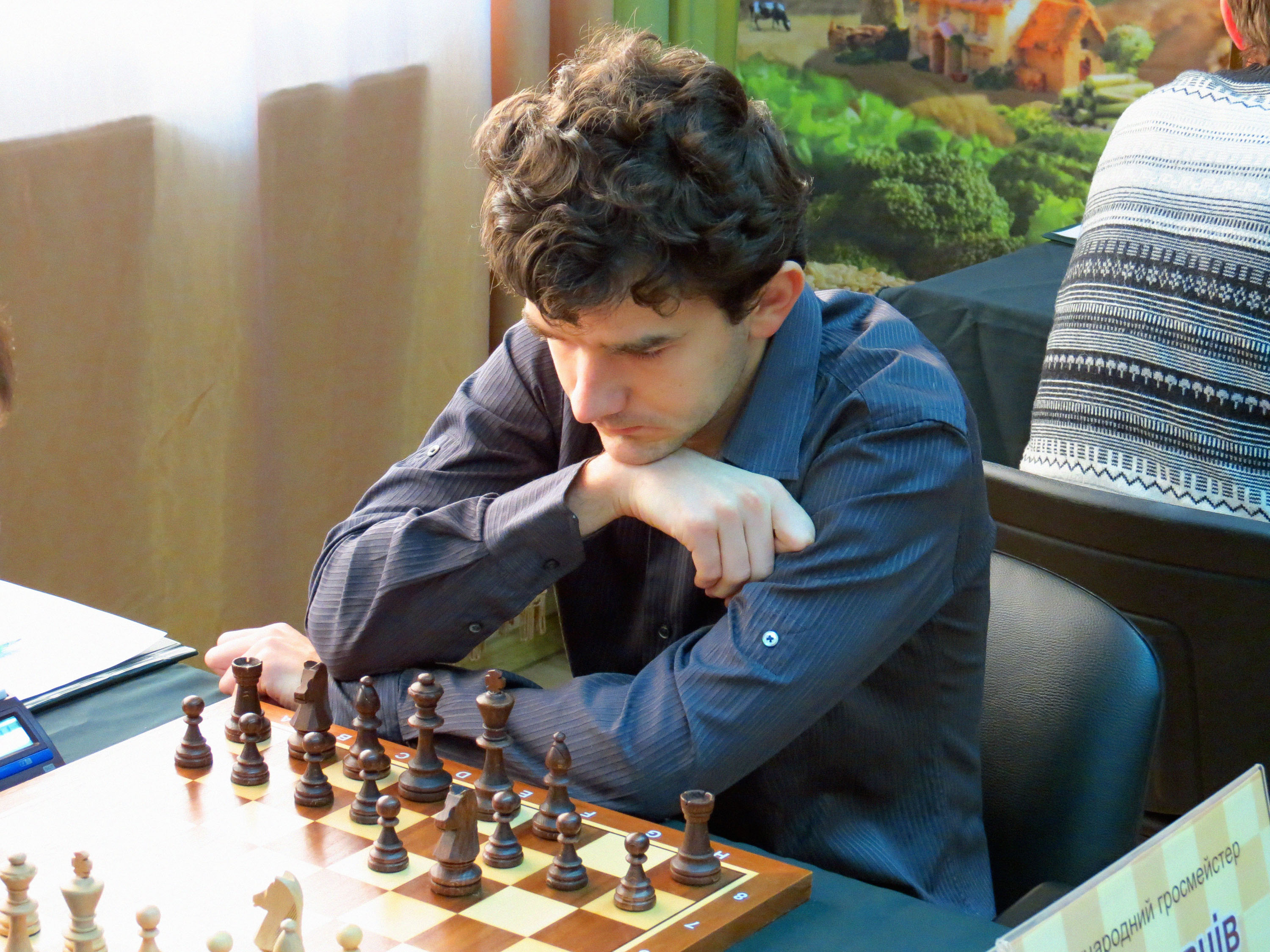
Мартин Кравців — 4-й тур 84-го чемпіонату України

У липні 2015 року набравши 7 очок з 9 можливих (+6-1=2) посів 5-е місце у півфіналі чемпіонату України, що проходив у Львові. Таким чином Мартин зумів кваліфікувався у фінальний турнір чемпіонату.
У серпні 2015 року набравши 7 очок з 9 можливих (+5-0=4) розділив 1-5 місця (за додатковим показником 2 місце) на турнірі в Абу-Дабі.
У жовтні 2015 року на чемпіонаті світу зі швидких та блискавичних шахів, що проходив у Берліні, посів:
 — 53 місце на турнірі зі швидких шахів, набравши 8 з 15 очок (+4-3=8),
 — 41 місце на турнірі з блискавичних шахів, набравши 12 з 21 очка (+10-7=4).
У грудні 2015 року став срібним призером чемпіонату України, що проходив у Львові. Набравши 7 очок з 11 можливих (+3-0=8), Мартин поступився переможцеві турніру Андрію Волокитіну лише за додатковим показником. А також посів 8 місце на опен-турнірі «Al-Ain Classic», що проходив в Ель-Айні (ОАЕ), його результат 6½ з 9 очок (+6-2=1).

### 2016—2018
У травні 2016 року з результатом 7 очок з 11 можливих (+3-0=8) посів 41 місце на чемпіонаті Європи, що проходив у місті Джяковіца (Косово).
У червні 2016 року розподіл 2 — 6 місць на турнірі «XXXV Zalakaros Chess Festival HUN Open». Результат Мартина 6½ очок з 9 можливих (+4-0=5).
У грудні 2016 року, набравши 6½ очок з 11 можливих (+3-1=7), посів 5 місце в чемпіонаті України, що проходив у Рівному.
У червні 2017 року Кравців розділив 4—14 місця (10-те місце за додатковим показником) на індивідуальному чемпіонаті Європи з шахів, що проходив у Мінську. Його результат 8 з 11 очок (+5-0=6).
У грудні 2018 року з результатом 4½ з 9 очок (+2-2=5) посів 5-те місце у чемпіонаті України, що проходив у Києві.

## Результати виступів у чемпіонатах України
Мартин Кравців зіграв у 7-ми фінальних турнірах чемпіонатів України, набравши загалом 33 очка із 64 можливих (+14-12=38).
| Рік  | Місто   | Турнір                 | + | − | = | Результат | Місце  |
| ---- | ------- | ---------------------- | - | - | - | --------- | ------ |
| 2006 | Полтава | 75-й чемпіонат України | 1 | 1 | 2 | 2 з 4     | 1/8    |
| 2008 | Полтава | 77-й чемпіонат України | 2 | 2 | 5 | 4½ з 9    | 11     |
| 2013 | Київ    | 82-й чемпіонат України | 1 | 3 | 7 | 4½ з 11   | 10     |
| 2015 | Львів   | 84-й чемпіонат України | 3 | 0 | 8 | 7 з 11    | Silver |
| 2016 | Рівне   | 85-й чемпіонат України | 3 | 1 | 7 | 6½ з 11   | 5      |
| 2018 | Київ    | 87-й чемпіонат України | 2 | 2 | 5 | 4½ з 9    | 5      |
| 2021 | Харків  | 90-й чемпіонат України | 2 | 3 | 4 | 4 з 9     | 8      |

## Статистика виступів у складі збірної України
Мартин Кравців зіграв за збірну України у 2017 році на чемпіонаті світу та чемпіонаті Європи. У його активі дві бронзові нагороди (командна та індивідуальна). 

Загалом у складі збірної України Мартин Кравців зіграв 14 партій, у яких набрав 8 очок (+4=9-1), що становить 60,7 % від числа можливих очок.
| Рік  | Турнір           | Місто           | Збірна  | Шахівниця | Рейтинг | + | = | − | Результат | % очок | Турнірний рейтинг | Командне місце | Особисте місце |
| ---- | ---------------- | --------------- | ------- | --------- | ------- | - | - | - | --------- | ------ | ----------------- | -------------- | -------------- |
| 2017 | чемпіонат світу  | Ханти-Мансійськ | Україна | рез       | 2653    | 2 | 4 | 1 | 4 з 7     | 57,1   | 2617              | 6              | Bronze         |
|      | чемпіонат Європи | Крит            | Україна | рез       | 2677    | 2 | 5 | 0 | 4½ з 7    | 64,3   | 2645              | Bronze         | 13             |